# Caligula fukudai
Caligula fukudai är en fjärilsart som beskrevs av Jinhaku Sonan 1937. Caligula fukudai ingår i släktet Caligula och familjen påfågelsspinnare. Inga underarter finns listade i Catalogue of Life.